# Matteo Moschetti
Matteo Moschetti (født 14. august 1996 i Milano) er en cykelrytter fra Italien, der er på kontrakt hos Q36.5 Pro Cycling Team.